# Теспије
Теспије (грч. Θέσπιος) је у грчкој митологији био краљ Теспије у Беотији.

## Етимологија
Име овог јунака, кога су звали и Тестије Атињанин, има значење „божански звуци“. Алтернативно име, Тестије, вероватно потиче од грчких речи thea hestia, што би значило богиња Хестија. Оба имена имају везе са свештеницама Богиње Месец, јер божански звуци, према Роберту Гревсу, указују на пророчке моћи главне свештенице. Теспијиних кћерки је било педесет, попут Палантида, Данаида и Нереида и вероватно је толико било ових свештеница. Толико је било месечевих мена између два олимпијска фестивала. Према миту, Херакле се огрнуо кожом лава кога је убио и претпоставка је да је краљ заогрнут лављом кожом долазио овим свештеницама у току еротских оргија око каменог фалуса „Ерота“. Међутим, Хигин је помињао само дванаест кћерки, јер је у доба ране римске монархије, толико Весталки чувало Паладијум фалусног облика и оне су имале оргије сваке године на Албанској гори.

## Митологија
Према Аполодору и Диодору, био је син Ерехтеја, атинског краља и Пракситеје. Завладао је Беотијом као веома млад, након што је напустио родну Атину. На његовом двору је педесет дана боравио Херакле током лова на Китеронског лава. Сваке ноћи му је Теспије приводио по једну своју кћерку, желећи да отац његових унука буде баш овај јунак, јер се плашио да ће његове веселе кћерке погрешити у избору партнера. Њих је било педесет и Теспије их је имао са Мегамедом или са својим бројним наложницама. Према другој причи, Херакле је водио љубав са свима њима током само једне ноћи. Само није са једном и она је остала девица и касније служила светилишту у Теспији посвећеном овом јунаку. Најстарија и најмлађа Теспијева кћерка су Хераклу родиле близанце, а све остале по једног сина. Када су Теспијеви унуци одрасли, Херакле је наложио Теспију да седморицу остави код себе, тројицу пошаље у Тебу, а све остале као колонисте на Сардинију. Они који су остали у Теспији звали су се Демухи и владали су градом до у класично доба. Потомци оних који су отишли у Тебу су постали поштовани грађани, а преостале је у Сардинију повео Јолај, кога су сматрали другим оцем. Теспије је касније очистио Херакла од убиства деце и крви Ификлових синова.

## Теспијеве кћерке
Теспијеве кћерке су се називале Теспијаде, што је било име и муза, а њихови синови, Теспијеви унуци, Теспијади.
| Теспијада   | син(ови)            |
| ----------- | ------------------- |
| Аглаја      | Антијад             |
| Аесхреида   | Леукон              |
| Антеја      | ?                   |
| Антипа      | Хиподром            |
| Антиопа     | Алопије             |
| Аргела      | Клеолај             |
| Асопида     | Ментор              |
| Ексола      | Еритрај             |
| Елахија     | Булеј               |
| Еона        | Аместрије           |
| Епиледа     | Астијанакт          |
| Ерато       | Династ              |
| Еубеја      | Олимп               |
| Еубота      | Еурипил             |
| Еурибија    | Полилај             |
| Еурипила    | Архедик             |
| Еуритела    | Леукип              |
| Ифида       | Келеустанор         |
| Каламетида  | Астибије            |
| Керта       | Јоб                 |
| Клитипа     | Еурикапид           |
| Ксантида    | Хомолип             |
| Лаотоја     | Антиф               |
| Лиса        | Еумед               |
| Лисидика    | Телент              |
| Лисипа      | Ерасип              |
| Марса       | Букол               |
| Мелина      | Лаомедонт           |
| Менипида    | Ентелид             |
| Ника        | Никодром            |
| Никипа      | Антимах             |
| Олимпуса    | Халократ            |
| Орија       | Лаомен              |
| Панопа      | Трепсипант          |
| Патро       | Архемах             |
| Пирипа      | Патрокло            |
| Пракситеја  | Неф                 |
| Прокрида    | Антилеонт           |
| Стратоника  | Атром               |
| Терпсикрата | Еуриоп              |
| Тифиса      | Линкеј              |
| Токсикрата  | Ликург              |
| Филида      | Тигасид             |
| Хеликонида  | Фалија              |
| Хесихија    | Естробал            |
| Хипо        | Капил               |
| Хипократа   | Хипозиг             |
| Хрисеида    | Онесип              |
| неименована | Телеутагора, Креонт |

Најстарија кћерка је била Прокрида и она је, према неким изворима, родила Антилеонта и Хипеја, а и најмлађа кћерка је добила близанце или је то била она која је одбила Хераклову љубав и остала девица. Неки извори наводе да је и Хипермнестра била Теспијева кћерка, о чему је писао Диодор. Он је и један од могућих Лединих очева.

## Тумачење
И најстарија и најмлађа од Теспијевих кћери родиле су Хераклу по пар близанаца, који би представљали светог краља и његовог војсковођу. Митографи су то хаотично представили у покушају да измире ранију традицију по којој би се Херакле оженио најмлађом кћерком, што би била матријархална ултимогенитура, са каснијим патријархалним правом примогенитуре. У класичној легенди Херакле је патријархална личност; осим Макарије, он уопште није имао кћерке. Свештеница девица у Херакловом светилишту Теспији, попут Аполонова Питије у Делфима, заправо је његова невеста у тренутку пророчког надахнућа и тако није могла да буде супруга смртног човека. Паусанија је према Роберту Гревсу, био незадовољан митом, па је писао да Херакле није могао да обешчасти свога домаћина завођењем свих његових кћерки, као ни да је себи посветито храм као богу тако рано, јер је према легенди тек био навршио осамнаест година. Такође, Паусанија је оспоравао да је краљ Теспије иста личност као и отац Теспијада. Убијање лава био је задатак који је требало да изврши кандидат који је женидбом претендовао на престо.